# Yuki Koike
Yuki Koike (小池 悠貴 Koike Yuki?), född 18 april 1986 i Yamanashi prefektur, är en japansk före detta fotbollsspelare.
Koike började sin karriär 2009 i Ventforet Kofu. Han spelade 6 ligamatcher för klubben. Han avslutade karriären 2011.